# 網路作業系統
網路作業系統 ，是一種能代替作業系統的軟體程式，藉由網路達到互相傳遞資料與各種訊息，分為伺服器（Server）及客戶端（Client）。而伺服器的主要功能是管理伺服器和網路上的各種資源和網路設備的共用，加以統合並控管流量，避免有癱瘓的可能性，而客戶端就是有著能接收伺服器所傳遞的資料來運用的功能，好讓客戶端可以清楚的搜尋所需的資源。

## 網路伺服器的架設

### 客戶端與伺服器
又稱主從式架構 (Client/Server)，基本的架構為：客戶端（Client），用戶將所需的資料透過網路聯繫伺服端，伺服器（Server）收到訊息後，搜索資料庫內符合的資料，再透過網路回應給客戶端，所有的需求都須經過網路，所以網路在主從式架構中，扮演著極重的角色。

### 點對點技術
（Peer to Peer）又稱非中心式網路，每台電腦同時是客戶端也是伺服器，擁有平等的地位，此技術最大的特性就是資源共享。一般來說，在網路上同一個檔案越多人下載就越難下載的到，因為伺服端的流量是固定的，導致供不應求，但是P2P透過存取電腦上的頻寬，再下載檔案的同時利用未使用的上傳頻寬，分享檔案，越多人下載則速度越快。